# Coupe de Luxembourg 2021-2022
La Coppa di Lussemburgo 2021-2022 è stata la 97ª edizione della coppa nazionale lussemburghese, iniziata l'8 settembre 2021 e terminata il 27 maggio 2022.

## Formula
Alla coppa prendono parte le squadre delle prime cinque serie. I club della massima divisione entrano nella competizione a partire dal Secondo turno. Tutti i turni si disputano in gare di sola andata.

## Turno preliminare
Partecipano a questo turno 14 squadre delle serie inferiori. Il sorteggio per il turno preliminare e il primo turno è stato effettuato il 5 agosto 2021.
| Squadra 1                     | Risultato       | Squadra 2             |
| ----------------------------- | --------------- | --------------------- |
| 8 settembre 2021              |                 |                       |
| Red Star Merl                 | 1 − 2           | Munsbach              |
| Les Aiglons Dalheim           | 1 − 6           | Colmar-Berg           |
| Olympia Christnach Waldbillig | 1 − 4 (dts)     | Kischpelt Wilwerwiltz |
| Les Ardoisiers Perlé          | 5 − 0           | Jeunesse Gilsdorf     |
| Brouch                        | 0 − 0 (4-2 dtr) | Moutfort/Medingen     |
| Folschette                    | 3 − 0           | Kopstal 33            |
| Rambrouch                     | 3 − 1           | Vinesca Ehnen         |

## Primo turno
Partecipano a questo turno 64 squadre: 7 vincenti il turno preliminare e 57 provenienti da Luxembourg 1. Division e Luxembourg 2. Division.
| Squadra 1                       | Risultato       | Squadra 2             |
| ------------------------------- | --------------- | --------------------- |
| 11 settembre 2021               |                 |                       |
| Green Boys                      | 3 − 5           | Jeunesse Useldange    |
| 12 settembre 2021               |                 |                       |
| Clemency                        | 0 − 7           | Cebra 01              |
| Ell                             | 3 − 3 (2-3 dtr) | Rambrouch             |
| Lorentzweiler                   | 4 − 2           | Norden 02             |
| Jeunesse Biwer                  | 1 − 3           | Red Boys Aspelt       |
| Minerva Lintgen                 | 0 − 1           | Résidence Walferdange |
| Claravallis Clervaux            | 0 − 5           | Syra Mensdorf         |
| Racing Troisvierges             | 1 − 3           | Sandweiler            |
| Orania Vianden                  | 3 − 2 (dts)     | Pratzerthal-Redange   |
| The Belval Belvaux              | 4 − 0           | Ehlerange             |
| Boevange/Attert                 | 4 − 1           | Luna Obercorn         |
| Tricolore Gasperich             | 1 − 3           | Union 05 Kayl-Tétange |
| Koerich/Simmern                 | 2 − 3           | Colmar-Berg           |
| Schengen                        | 2 − 1 (dts)     | Erpeldange 72         |
| Folschette                      | 0 − 3           | Red Black-Egalité     |
| Union Remich/Bous               | 7 − 3           | Sporting Mertzig      |
| Luxembourg-Porto                | 0 − 1           | Blo Weiss Itzig       |
| Biekerech                       | 4 − 6           | Sanem                 |
| Kischpelt Wilwerwiltz           | 0 − 7           | Wincrange             |
| Kehlen                          | 2 − 1 (dts)     | Steinfort             |
| Rupensia Lusitanos - Larochette | 5 − 1           | Noertzange HF         |
| Schouweiler                     | 0 − 4           | Oberkorn              |
| Bourscheid                      | 2 − 5           | Avenir Beggen         |
| Alliance Äischdall              | 5 − 4           | Feulen                |
| Heiderscheid/Eschdorf           | 3 − 2           | Reisdorf              |
| Munsbach                        | 0 − 0 (7-6 dtr) | Daring Echternach     |
| Excelsior Grevels               | 2 − 4           | Minière Lasauvage     |
| Berdorf-Consdorf                | 0 − 1 (dts)     | Young Boys Diekirch   |
| Les Ardoisiers Perlé            | 1 − 0           | Hosingen              |
| Brouch                          | 1 − 7           | Koeppchen Wormeldange |
| Bastendorf                      | 2 − 4           | Sporting Bertrange    |
| Jeunesse Schieren               | 1 − 2           | Grevenmacher          |

## Secondo turno
Partecipano a questo turno 64 squadre: 32 vincenti il primo turno, 16 provenienti dalla Promotion d'Honneur e 16 dalla Division Nationale. Il sorteggio è stato effettuato il 14 settembre 2021.
| Squadra 1                       | Risultato       | Squadra 2                  |
| ------------------------------- | --------------- | -------------------------- |
| 2 ottobre 2021                  |                 |                            |
| Rambrouch                       | 1 − 3           | Käerjeng 97                |
| Alliance Äischdall              | 1 − 3           | Atert Bissen               |
| Lorentzweiler                   | 0 − 3           | Fola Esch                  |
| Colmar-Berg                     | 0 − 11          | Swift Hesperange           |
| Boevange/Attert                 | 0 − 3           | Differdange 03             |
| Jeunesse Useldange              | 2 − 0           | Jeunesse Junglinster       |
| Les Ardoisiers Perlé            | 1 − 9           | Mondorf                    |
| 3 ottobre 2021                  |                 |                            |
| Wincrange                       | 0 − 2           | Bettembourg                |
| Avenir Beggen                   | 2 − 5           | UNA Strassen               |
| Blo Weiss Itzig                 | 0 − 6           | Victoria Rosport           |
| Cebra 01                        | 3 − 3 (5-6 dtr) | Progrès Niedercorn         |
| Sanem                           | 0 − 2           | US Esch                    |
| Young Boys Diekirch             | 0 − 4           | R.M. Hamm Benfica          |
| Munsbach                        | 1 − 3 (dts)     | Jeunesse Canach            |
| Red Black-Egalité               | 1 − 4           | Wiltz 71                   |
| Schengen                        | 3 − 4           | Yellow Boys                |
| Grevenmacher                    | 0 − 2           | Mamer 32                   |
| Kehlen                          | 1 − 0           | Berdenia Berbourg          |
| Koeppchen Wormeldange           | 0 − 1           | Rumelange                  |
| Minière Lasauvage               | 3 − 8 (dts)     | Mondercange                |
| Oberkorn                        | 0 − 4           | F91 Dudelange              |
| Orania Vianden                  | 0 − 4           | Rodange 91                 |
| Heiderscheid/Eschdorf           | 0 − 4           | Blo-Weiss Medernach        |
| Red Boys Aspelt                 | 0 − 4           | Alisontia Steinsel         |
| Rupensia Lusitanos - Larochette | 1 − 0           | Union Mertert Wasserbillig |
| Sandweiler                      | 0 − 4           | Hostert                    |
| Sporting Bertrange              | 1 − 3           | RU Luxembourg              |
| Syra Mensdorf                   | 1 − 4           | Schifflange 95             |
| The Belval Belvaux              | 0 − 2           | Jeunesse Esch              |
| Union Remich/Bous               | 0 − 11          | Etzella Ettelbruck         |
| Union 05 Kayl-Tétange           | 4 − 4 (7-8 dtr) | UT Pétange                 |
| Résidence Walferdange           | 0 − 1           | Marisca Miersch            |

## Sedicesimi di finale
Il sorteggio è stato effettuato il 7 ottobre 2021.
| Squadra 1                       | Risultato       | Squadra 2          |
| ------------------------------- | --------------- | ------------------ |
| 30 ottobre 2021                 |                 |                    |
| Progrès Niedercorn              | 1 − 1 (3-2 dtr) | Swift Hesperange   |
| Victoria Rosport                | 2 − 4 (dts)     | UT Pétange         |
| Alisontia Steinsel              | 2 − 6           | F91 Dudelange      |
| Blo-Weiss Medernach             | 0 − 2           | Fola Esch          |
| Marisca Miersch                 | 0 − 6           | RU Luxembourg      |
| Jeunesse Useldange              | 2 − 4           | Mondorf            |
| 31 ottobre 2021                 |                 |                    |
| Bettembourg                     | 1 − 0           | Mamer 32           |
| US Esch                         | 1 − 1 (5-4 dtr) | Jeunesse Esch      |
| Jeunesse Canach                 | 2 − 1           | Atert Bissen       |
| Käerjeng 97                     | 3 − 2           | Wiltz 71           |
| Kehlen                          | 0 − 4           | Etzella Ettelbruck |
| Rumelange                       | 0 − 5           | Mondercange        |
| Rupensia Lusitanos - Larochette | 0 − 4           | Differdange 03     |
| Schifflange 95                  | 3 − 0           | R.M. Hamm Benfica  |
| UNA Strassen                    | 2 − 1           | Rodange 91         |
| Yellow Boys                     | 1 − 0           | Hostert            |

## Ottavi di finale
Il sorteggio è stato effettuato l'8 novembre 2021.
| Squadra 1      | Risultato       | Squadra 2          |
| -------------- | --------------- | ------------------ |
| 6 aprile 2022  |                 |                    |
| UNA Strassen   | 0 − 1           | UT Pétange         |
| Mondorf        | 0 − 4           | F91 Dudelange      |
| US Esch        | 3 − 9           | Progrès Niedercorn |
| Bettembourg    | 2 − 4           | Etzella Ettelbruck |
| RU Luxembourg  | 1 − 0           | Differdange 03     |
| Schifflange 95 | 1 − 1 (4-2 dtr) | Jeunesse Canach    |
| Käerjeng 97    | 2 − 0           | Yellow Boys        |
| Mondercange    | 0 − 4           | Fola Esch          |

## Quarti di finale
Il sorteggio è stato effettuato il 7 aprile 2022.
| Squadra 1          | Risultato   | Squadra 2          |
| ------------------ | ----------- | ------------------ |
| 20 aprile 2022     |             |                    |
| Käerjeng 97        | 0 − 4       | Fola Esch          |
| Schifflange 95     | 0 − 3       | RU Luxembourg      |
| UT Pétange         | 2 − 0       | Etzella Ettelbruck |
| Progrès Niedercorn | 0 − 2 (dts) | F91 Dudelange      |

## Semifinali
| Squadra 1      | Risultato | Squadra 2     |
| -------------- | --------- | ------------- |
| 11 maggio 2022 |           |               |
| UT Pétange     | 0 − 1     | RU Luxembourg |
| Fola Esch      | 4 − 5     | F91 Dudelange |

## Finale
| Arbitro: | Tun Sgura |

|                               |           |                                |
| Van Den Kerkhof 22’ Diouf 47’ | Marcatori | 12’ Françoise 27’, 70’ Mabella |